# 世界動物保護協會
世界動物保護協會（英語：World Animal Protection），原名，推動全世界保護動物已有50多年，2014年6月改名。

## 沿革
- 1950年，世界動物保護聯合會	(WFPA,  World Federation for the Protection of Animals) 成立。
- 1959年，國際防止虐待動物協會	(ISPA,  International Society for the Prevention of Cruelty to Animals) 成立。
- 1981年，WFPA與ISPA合併成為WSPA – 世界動物保護協會	(WSPA,  World Society for the Protection of Animals)[1]。
- 2014年，世界動物保護協會的英文名稱修改為: World Animal Protection[2]。中文名稱依然保持不變。

## 历史
世界動物保護協會發起的長期改善動物生存狀況的活動已有數十年。1985年，推出了反對鬥牛的運動，活動在法國和西班牙的近50個國家推進以禁止鬥牛。同期，經過世界動物保護協會6年的努力，印度禁止了青蛙腿貿易，進而每年保護超過3000萬隻青蛙。在1990年代，世界動物保護協會的自由救護中心（Libearty）幫助在希臘、土耳其和印度的大部分地區取締了跳舞熊。從1980年代開始遊說歐盟，1981年在歐盟取得了諮商地位，到1990年代曾代表出席歐洲理事會。現在世界動物保護協會是唯一一個定期對歐盟發表演講的動物保護組織。

## 相關
- 善待动物组织
- 动物解放运动
- 世界野生動物保護組織列表

## 外部連結
- 官方网站